# 水木しげる秘話シリーズ
『水木しげる秘話シリーズ』（みずきしげるひわシリーズ）は、水木しげるによる日本の漫画作品。1959年から1960年にかけて兎月書房より刊行された貸本向け戦記漫画のシリーズ。

## 概要
本シリーズは、水木しげるが責任編集をしていた貸本向け戦記漫画専門誌『少年戦記』の姉妹誌『陸海空』に掲載されていた。
また、1話目に当たる「ダンピール海峡」は1970年に雑誌向けにリメイクされている。

## 各話あらすじ

### ダンピール海峡
1959年発行、陸海空2
この物語は、最後まで軍旗を守り抜いた一軍旗衛兵の物語である。昭和18年2月28日、高崎歩兵第115連隊を基幹とする約2万の将兵は、輸送船に分乗しニューギニアのラエ方面へ南下。3月に入り、船団はダンピール海峡で敵爆撃機に捕まり、輸送船は全滅してしまう。生き残った将兵らも次々に倒れ、遂には1人になってしまった。だが、1人でも軍旗は守り抜かなくてはならない。この軍旗には明治以来70年守り続けてきた歴史があり、こびりついた血は何かを物語るかのようだった。この名も無い一兵士は血だらけになりながらも、ダンピール海峡の見える丘まで軍旗を運び、誰も見ていないところで息絶えた・・・。

### 絶望の大空
1959年発行、陸海空3 撃墜王特集
昭和17年8月7日、撃墜王・坂井三郎はガダルカナル上空で敵機を撃墜。間もなく、8機の敵編隊を発見する。坂井は背後から接近するが、敵機はアベンジャーだった。後部砲塔各2挺、計16挺の機銃が坂井を襲う。坂井は相打ち覚悟で突入し2機を撃墜するも、負傷し意識を失ってしまう。気付いた時は失明のため計器が見えず、どこを飛んでいるかも分からなかった。かなり撃たれたらしく体はまともに動かず、頭をなでると骨に触れた。坂井は自爆を考えるが、これまでの経験を思い出し徐々に自信が湧いてくる。そして、坂井は生きる努力をし始める・・・。

### マリアナの竜
1960年発行、陸海空4
昭和19年8月10日、米軍はグアム島を占領するが日本の奇襲を受け壊滅。弾薬庫が爆破され、マーカス島への上陸作戦も失敗し全滅。これらの司令官であるマーカス島の月形少将は「マリアナの竜」と呼ばれ米軍の間で恐れられていた。そこで米軍のジャーマン少将は、日系米兵の本田軍曹に「マリアナの竜」の暗殺任務を命令。本田はマーカス島で偽装投降をし、日本兵と同じ扱いで飛行機修理工場へ回される。そして12月31日、本田は遂に月形少将の宿舎を爆破し、飛行機を奪って逃走。本田は意味の分からない涙が止めどなく流れ出た・・・。

## 書籍情報
- 『大空戦 水木しげる戦記選集』（宙出版、2008年7月、ISBN 9784776794875）
- 『鬼軍曹 水木しげる戦記選集』（宙出版、2008年10月、ISBN 9784776795018）
- 『貸本戦記漫画集(6) 絶望の大空 他』（講談社〈水木しげる漫画大全集〉、2017年10月、ISBN 978-4-06-377574-7）

## 参考書籍
- 山口信二『水木しげる貸本漫画のすべて』YMブックス、2007年5月。ISBN 978-4-903548-08-1。